# 이나토리정
이나토리정(稲取町)은 시즈오카현 가모군에 설치되었던 정이다. 현재의 히가시이즈정에 해당한다.